# Joseph-Enoïl Michaud
Pour les articles homonymes, voir Michaud.
Joseph-Enoïl Michaud est un avocat, un notaire et un homme politique canadien.

## Biographie
Il est né le 26 septembre 1888 à Saint-Antonin, au Québec. Son père est Joseph Michaud et sa mère est Eugénie Bernier. Il fréquente l'école primaire d'Edmundston avant d'aller à l'Académie de Saint-Basile. Il étudie ensuite au Petit Séminaire de Québec, à l'Université Laval, où il obtient un baccalauréat en arts en 1910, à l'Université St. Dunstan de Charlottetown puis à l'Université Dalhousie de Halifax, où il obtient un baccalauréat en droit en 1913 puis un doctorat en droit. Il épouse Nélida Ringuette le 22 septembre 1914 et le couple a neuf enfants, dont Jean-Marc Michaud.
Michaud représenta le Madawaska à l'Assemblée législative du Nouveau-Brunswick de 1917 à 1933 en tant que libéral. Il fut ministre sans portefeuille dans le conseil exécutif provincial de 1920 à 1921 puis de 1923 à 1925. Michaud fut aussi maire d'Edmundston de 1919 à 1920 et de 1932 à 1936. Il fut élu pour la première fois à la Chambre des communes du Canada pour représenter le Restigouche—Madawaska lors d'une élection partielle en 1933. En tant que libéral, il fut réélu lors de l'élection générale de 1935 et de 1940. Il a occupé plusieurs postes de ministre.
Il ne se représente pas en 1945.
Il est mort le 26 mai 1967 à l'âge de 79 ans.